# Скаржинцы (Винницкая область)
Ска́ржинцы (укр. Скаржинці) — село на Украине, находится в Хмельницком районе Винницкой области.
Код КОАТУУ — 0524886601. Население по переписи 2001 года составляет 645 человек. Почтовый индекс — 22011. Телефонный код — 4338.
Занимает площадь 0,35 км².
В селе действует храм Апостола и Евангелиста Иоанна Богослова Хмельницкого благочиния Винницкой епархии Украинской православной церкви.

## Адрес местного совета
22011, Винницкая область, Хмельницкий р-н, с. Скаржинцы, ул. Парсяка